# NGC 597
NGC 597 (другие обозначения — ESO 353-11, MCG −6-4-44, IRAS01299-3345, PGC 5721) — галактика в созвездии Скульптор.
Этот объект входит в число перечисленных в оригинальной редакции «Нового общего каталога».
В NGC 597 взорвалась сверхновая SN 2009fr. Её тип — IIP.